# Santi Pérez
Santiago Pérez Fernández, mais conhecido como Santi Pérez,  é um ciclista espanhol nascido em Vega de Peridiello, na parroquia de Gurullés, no município asturiano de Grado a 5 de agosto de 1977). Alinhou para a temporada de 2011 pela equipa portuguesa Barbot-Efapel.

## Biografia

### Ciclismo amador
Santi Pérez em categoria amador militou na equipa asturiano Deportes Avelino, no Caja Rural navarro e finalmente no Saunier Duval cántabro, desde o que deu o salto a profissionais.

### Ciclismo profissional

#### Estreia e primeiros sucessos
Já em profissionais estreia na Barbot-Torrie em 2001, onde inaugurou o seu palmarés com uma vitória na etapa rainha da Volta a Navarra e com um triunfo no final em alto de Serra da Estrela na Volta a Portugal que lhe serviu para receber múltiplas ofertas das melhores equipas daquele momento.

#### Progressão e quedas no Kelme
Em 2002, alinha pela equipa Kelme-Costa Blanca, dirigido por Vicente Belda. Rapidamente destaca fazendo segundo na etapa rainha do Volta à Romandia e quarto na classificação geral. Desta maneira, dias depois se apresenta como um dos líderes da sua equipa para a disputa do Giro d'Italia. No primeiro final em alto fica segundo por trás de Stefano Garzelli, posteriormente desclassificado, outorgando-lhe o triunfo parcial a Santi Pérez. Graças a estas dotes escaladoras, se situa segundo na geral acordando a expectativa do público espanhol sobre o Giro d'Italia. Durante o decorrer da oitava etapa, sofre uma aparatosa queda vendo-se obrigado a abandonar a prova.
Depois da sua recuperação, Vicente Belda decide incorporar no elenco do Tour de France. Durante a primeira semana as famosas cotas do Tour desgastam com o escalador asturiano e depois da décima etapa teve de abandonar a carreira vítima de uma tendinite.

#### Auge no Phonak
Em 2003, milita nas fileiras da poderosa Phonak suíça, dirigido por Álvaro Pino. Nos primeiros meses da temporada foram difíceis para o asturiano pelas contínuas moléstias no seu joelho, finalizando com uma operação no mês de junho. Depois desta paragem volta à competição na Volta a Espanha, finalizando a campanha com um segundo posto na tradicional Escalada a Montjuic
Em 2004, já recuperado da sua lesão, a Phonak incorpora-o no seu máximo objectivo, o Tour de France, como ajuda na montanha a Tyler Hamilton. No entanto, a glória chegar-le-ia meses depois durante a disputa da Volta a Espanha, na que vence três etapas e depois de um forte duelo na montanha com Roberto Heras, finaliza segundo depois deste.

#### Positivo e sanção

##### Positivo por tranfusão homóloga
No final de outubro de 2004 recebeu a notícia de que tinha dado positivo por transfusão homóloga de sangue. O controle antidopagem no que tinha dado positivo lhe tinha sido realizado a 5 de outubro (pouco depois da Volta), quando estava na Suíça. O seu colega de equipa Tyler Hamilton tinha dado positivo por esse mesmo motivo na Volta.

##### Contra análise e sanção
O contra análise foi efectuado a 25 e 26 de outubro, dando novamente positivo. Pérez denunciou que tinha recebido a notificação na que se lhe indicava a data do contra análise quando ditas provas já se estavam a realizar, pelo que nem o corredor nem uma pessoa do seu meio puderam estar presentes nele.
Santi Pérez defendeu a sua inocência em todo momento.
Finalmente foi sancionado com dois anos de suspensão por dopagem.

##### Actividades durante a sanção
Durante este período da sua vida seguiu treinando e fundou a Escola de Ciclismo Santi Pérez na sua Grado natal, além de colaborar com os meios de comunicação —TPA, La Nueva España, Punto Radio, Cadena Cope— na difusão de ciclismo.

##### Operação Porto
Em 2006, no marco da Operação Puerto, foi identificado pela Polícia civil como cliente da rede de dopagem liderada por Eufemiano Fuentes, baixo os nomes em chave número 6, Santi-P, Santi PZ e S.pere. Entre as provas obtidas pelo instituto armado encontravam-se as seguintes:
- o Documento 114, no que os seus nomes em chave número 6 e Santi-P aparecem no inventário de carteiras sanguíneas (supostamente para autotransfusões) existentes na arca frigorífica em maio de 2004.[9] As referências aos nomes em chave que pertenceriam a Pérez desapareciam nos documentos análogos para temporadas posteriores, coincidindo com a ausência de Pérez da competição pela sua sanção por dopagem.[9]

- o Documento 126, um calendário entre novembro de 2003 e outubro de 2004 no que se detalhava um programa de extracções e reposições sanguíneas, administração de fármacos (EPO, Epocrin, hormona de crescimento, IGF-I e HMG-Lepori, a tomar de janeiro a junho) e de análises clínicas, similar ao de seu colega de equipa Tyler Hamilton.[9] As datas de entrega dos fármacos e seus respectivos preços figuravam anotados no reverso do documento, coincidindo com as cita entre doutor e cliente para extracções (30 de janeiro, 1 de março, 19 de abril, 14 de maio e 10 de junho) e reposições (19 de abril, 14 de maio, 10 de junho e 1 de julho) de sangue.[9]

- o Documento 111, no que o doutor Fuentes anotava numa tabela as despesas realizadas pelo número 6, e que confirmaria a utilização por parte do cliente de EPO, hormona de crescimento, IGF-I e testosterona.[9]

O facto de que os colegas de equipa Hamilton e Pérez (ambos identificados como cliente da rede de Fuentes) tivessem dado positivo por transfusão homóloga numa estreita margem de tempo foi interpretada pela Policia civil como um possível método de dopagem que somar-se-ia aos fármacos e as auto transfusões. Tempo depois, o diário El País assinalou a possibilidade de que o positivo se tivesse devido a um erro à hora de se produzir as auto transfusões a Hamilton e Pérez, se dando a cada um o sangue destinado ao outro.
Pérez não foi sancionado pela Justiça espanhola ao não ser a dopagem que era um delito na Espanha nesse momento, e também não recebeu nenhuma sanção desportiva ao se negar o juiz instrutor do caso a facilitar aos organismos desportivos internacionais (AMA, UCI) as provas que demonstrariam o seu envolvimento como cliente da rede de dopagem.

#### Regresso à competição

##### 2007
Em 2007 voltou à competição das mãos do seu paisano Jesús Suárez Cuevas, nas fileiras do Relax-Gam. A equipa contou essa temporada com cinco ciclistas implicados na Operação Puerto (Francisco Mancebo, Óscar Sevilla, Ángel Vicioso, Jan Hruška e o próprio Pérez), com Jesús Losa como médico e o apoio do CSD dirigido por Jaime Lissavetzky, Secretário de Estado para o Desporto.
Pérez participou nesse ano pela primeira vez na sua carreira desportiva a Volta às Astúrias. Em setembro correu a Volta a Espanha, a carreira que três anos antes lhe tinha assombrado. Foi um ano complicado quanto aos resultados desportivos, devido à falta de ritmo de competição provocada pelos dois anos de paragem.

##### 2008
Em 2008, depois do desaparecimento da Relax-Gam, poucos corredores desta equipa puderam manter na categoria. Assim, Santi Pérez não encontrou equipa até ao meio da temporada no Centro de Ciclismo Loulé. Ainda assim, finalizou entre os dez primeiros em todas as provas nas que participou e voltou ao pódio na última cita da temporada G.P. Crédito Agrícola.

##### 2009
Em 2009 começou na melhor forma na equipa lusa dirigido por José Santos, Madeinox-Boavista, na Clássica de Vieira do Minho pontuável para a Taça de Portugal (troféu federativo que engloba seis carreiras dentro do calendário luso) se impondo ao sprint sobre o seu colega de fuga, o português da Liberty Nuno Ribeiro, se situando líder na geral.
Nesta mesma temporada, Santi participou pela segunda vez na sua carreira desportiva, na prova da sua região: A Volta às Astúrias. Tanto a sua equipa Madeinox como ele fizeram uma grande carreira, onde finalizou quinto na geral, disputando a vitória parcial das duas últimas etapas.

##### 2010
Ganhou a Subida ao Naranco e o G. P. Liberty Seguros em 2010.

##### 2011
Em 2011 alinhou pela equipa lusa a Barbot-Efapel, a equipa que lhe deu a oportunidade de ser profissional em 2001 e que tem confecionado um conjunto para tentar brilhar no calendário português e na Espanha, com a participação na Volta a Castela e Leão, a Volta às Astúrias e a G. P. de Llodio, que ganhou.

## Palmarés
- 2000
- Vuelta a Tenerife + 4 etapas
- 1 etapa Volta a Portugal do Futuro

- 2001
  - 1 etapa da Volta a Navarra
  - 1 etapa da Volta a Portugal

- 2004
  - 3 etapas da Volta a Espanha

- 2009
  - Clássica de Vieira do Minho

- 2010
  - Subida ao Naranco
  - Troféu Sudoeste Alentejano e Costa Vicentina G. P. Liberty Seguros, mais 1 etapa

- 2011
  - G. P. de Llodio

## Resultados em Grandes Voltas e Campeonatos do Mundo
| Carreira           | 2001 | 2002 | 2003 | 2004 | 2005 | 2006 | 2007 | 2008 | 2009 | 2010 | 2011 | 2012 | 2013 |
| ------------------ | ---- | ---- | ---- | ---- | ---- | ---- | ---- | ---- | ---- | ---- | ---- | ---- | ---- |
| Giro d'Italia      | -    | Ab   | -    | -    | -    | -    | -    | -    | -    | -    | -    | -    | -    |
| Tour de France     | -    | Ab   | -    | 49.º | -    | -    | -    | -    | -    | -    | -    | -    | -    |
| Volta a Espanha    | -    | -    | 44.º | 2.º  | -    | -    | 65.º | -    | -    | -    | -    | -    | -    |
| Mundial em Estrada | -    | -    | 36.º | -    | -    | -    | -    | -    | -    | -    | -    | -    | -    |

-: não participa

Ab.: abandono

## Equipas
- Barbot-Torrié Cafés-Gondomar (2001)[20]
- Kelme-Costa Blanca (2002)
- Phonak Hearing Systems (2003-2004)
- Relax-GAM (2007)
- Centro Ciclismo de Loulé (2008)
- Madeinox-Boavista (2009)
- Centro Ciclismo de Loulé-Louletano (2010)
- Barbot-Efapel (2011)

## Prêmios e reconhecimentos
- Asturiano do mês de setembro de 2004 (La Nueva España)
- Moscon de Ouro nacional-internacional 2004 (Associação de Amigos de Grado)[21]
- Cavaleiro da Ordem do Sabadiego 2005[22]